# 仙台市立荒浜小学校
仙台市立荒浜小学校（せんだいしりつあらはましょうがっこう）は、1873年から2016年まで宮城県仙台市若林区にあった公立小学校である。校舎は2011年の東日本大震災で被災し損傷。2017年5月より震災遺構として公開されている。

## 概要
仙台市の東部に位置する田園地帯であり、東に貞山堀や深沼海水浴場がある。
校舎建物は鉄筋コンクリート4階建て。1979年に東側の一部が建てられ、1989年に西側に増築された。
2011年の東日本大震災では津波で2階まで浸水。2013年に劣化状況が調査され、耐震基準を満たすための壁が設置されたほか、内外壁のひびに補強用の樹脂を注入する工事が行われた。
2016年3月に閉校となった。

## 所在地
- 宮城県仙台市若林区荒浜字新堀端32-1

## 沿革
- 1873年（明治6年）7月10日 - 第8小学校区荒浜小学校として開校
- 1884年（明治17年）10月 - 宮城郡荒浜小学校に改称
- 1885年（明治18年）12月 - 荒浜中初等小学校に改称
- 1886年（明治19年）11月12日 - 荒浜北丁2に校舎を新築移転し、荒浜尋常小学校に改称
- 1889年（明治22年）7月 - 七郷小学校分場となる
- 1891年（明治24年）7月15日 - 荒浜尋常小学校として独立
- 1912年（大正元年）9月 - 現在地に移転
- 1941年（昭和16年）
  - 4月1日 - 宮城郡荒浜国民学校に改称
  - 9月15日 - 仙台市への合併により、仙台市立荒浜国民学校に改称
- 1947年4月1日 - 仙台市立荒浜小学校に改称
- 2011年（平成23年）3月11日 - 東日本大震災により津波の被害を受け、震災後は東宮城野小学校を間借りして授業が行われたた
- 2013年（平成25年）2月 - 体育館、プールの解体工事を実施。
- 2016年（平成28年）3月 - 仙台市立七郷小学校と統合し、閉校。

## 学区
- 荒浜地区[2]

## 東日本大震災と閉校
2011年3月11日の午後2時46分、生徒の下校時間に東北地方太平洋沖地震が発生し、荒浜地区も強い揺れに見舞われた。児童と避難してきた住民は、津波に備えて4階と屋上に移動した。午後3時55分に津波が押し寄せ、4階建て校舎の2階までが濁流に呑まれた。上の階に被害はなかったが、周辺地域が水没した。避難した人々はその日の夜から翌日にかけて、自衛隊のヘリで救出された。しかし、児童91名のうちの一人が死亡した。

この東日本大震災で地区は甚大な被害を受け、校舎も使用できなくなり、東宮城野小学校で授業を再開した。その後も学区内のほとんどが災害危険区域に指定され、児童数の減少が続いていたことから、2016年3月をもって閉校し、近隣の七郷小学校への統合が決まった。

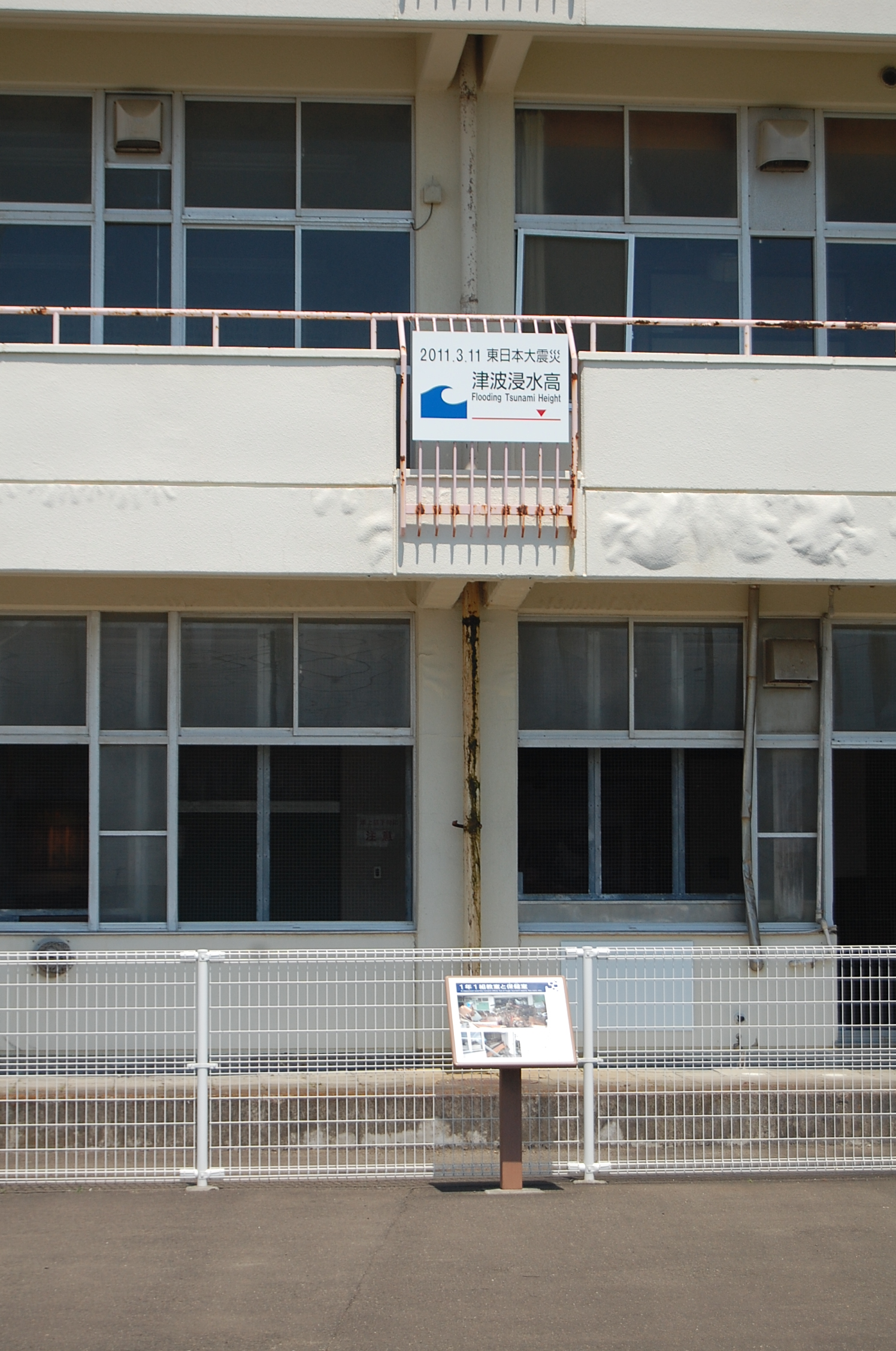
津波浸水高

## 震災遺構
荒浜小学校の校舎は震災遺構として保存されることになり、2017年4月30日より一般公開を行っている。2018年5月には、国際連合事務総長特別代表の水鳥真美が視察に訪れた。
2022年度に一部を改修して「若い世代が将来起こる災害に備えられる内容」をコンセプトとする館内展示の刷新が行われることになった。
2023年8月29日、来館者が50万に達した。
小学校から長浜方面に歩くと10分以内に「荒浜祈りの塔」に辿り着くが、そこには「荒浜慈聖観音」が建立されている。